# Cyanerpes caeruleus
Cyanerpes caeruleus là một loài chim trong họ Thraupidae.

## Hình ảnh

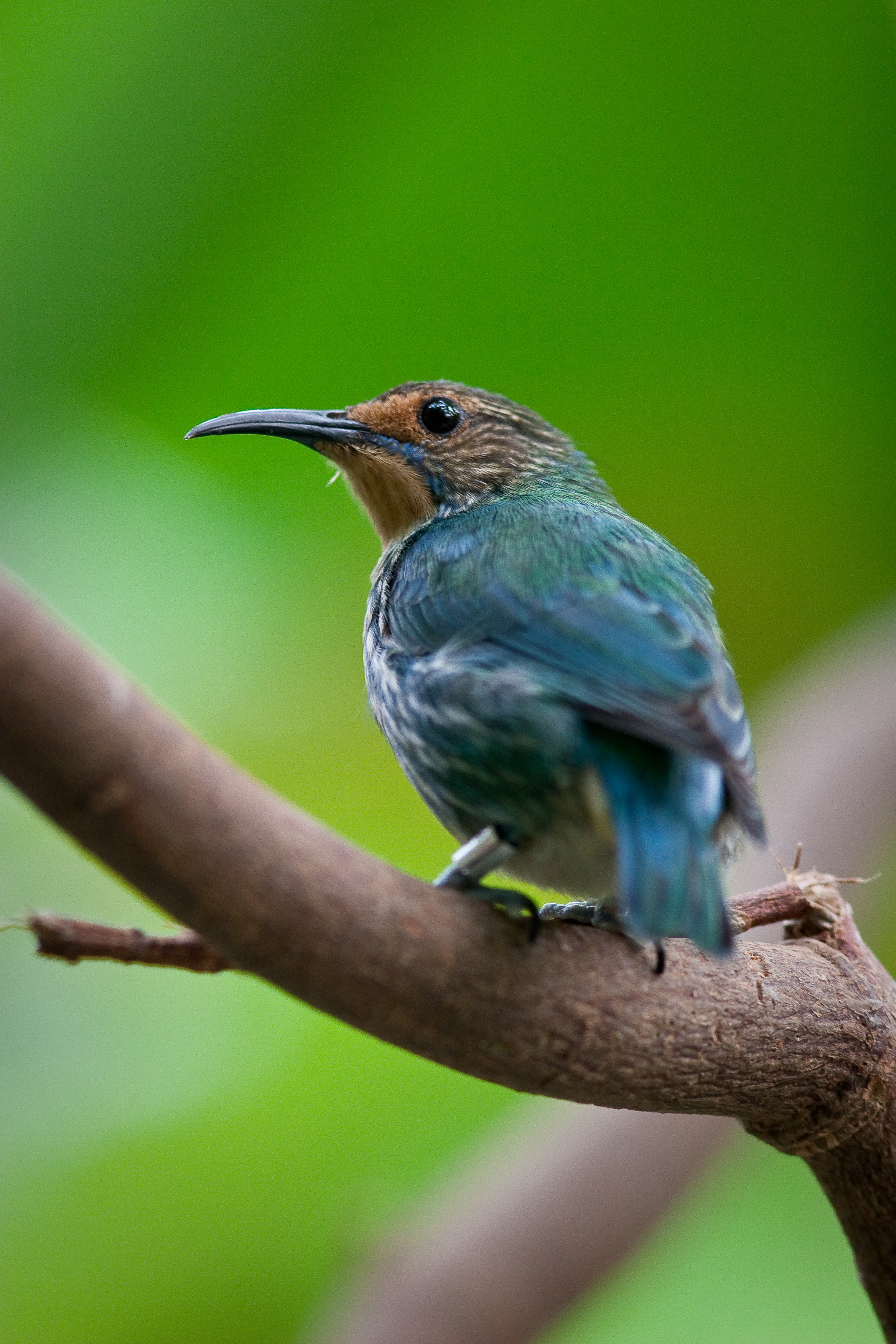
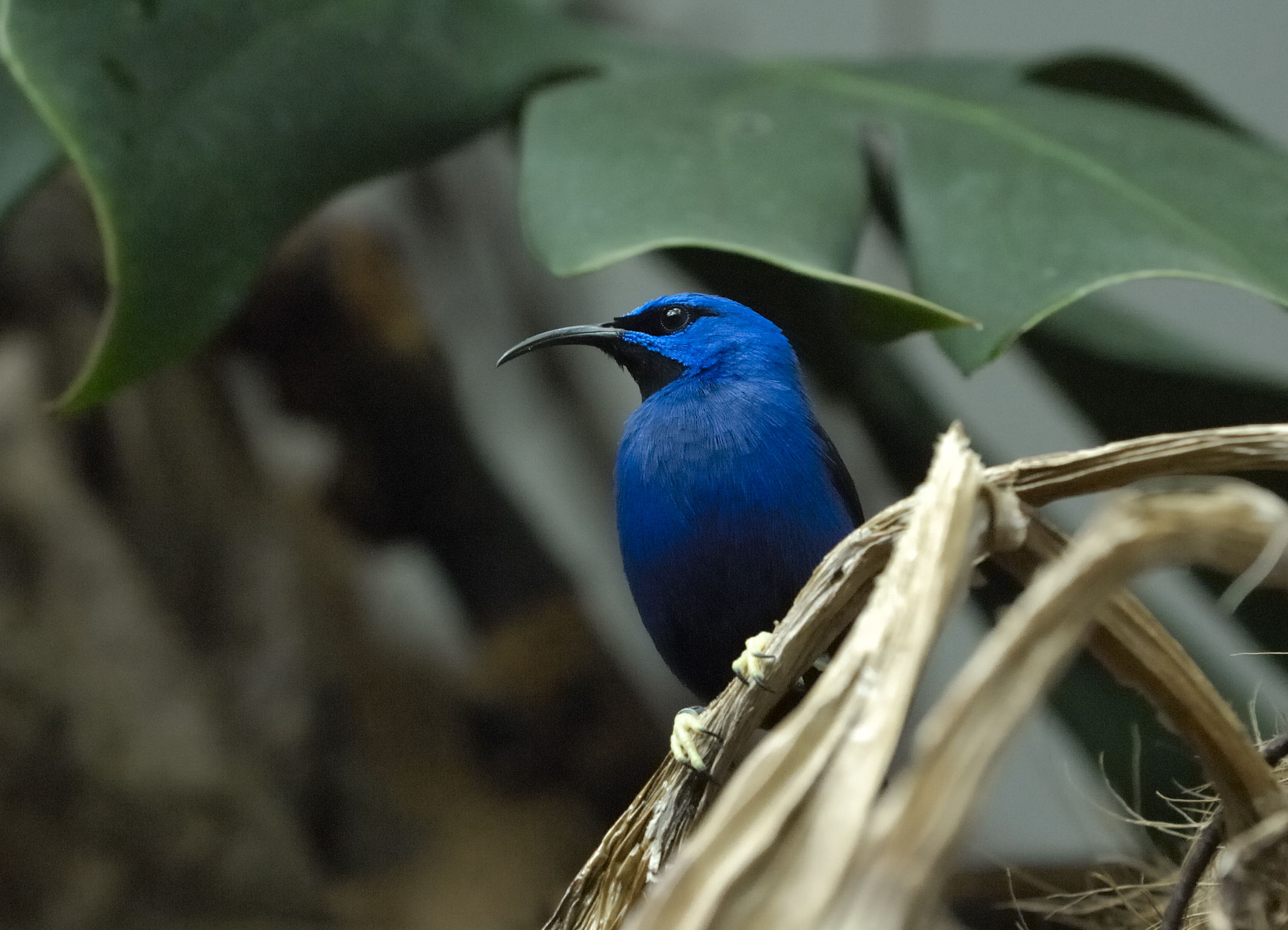
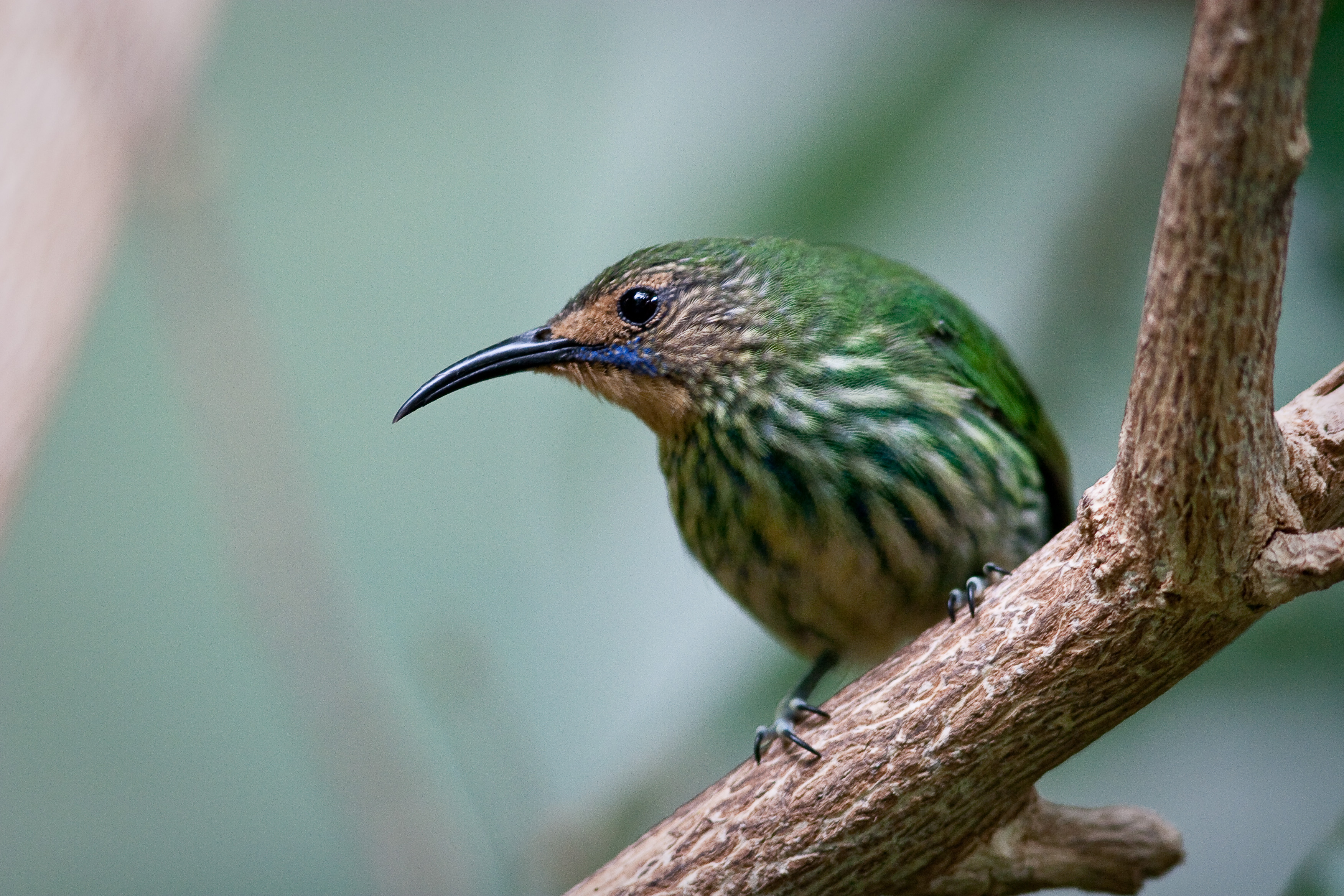
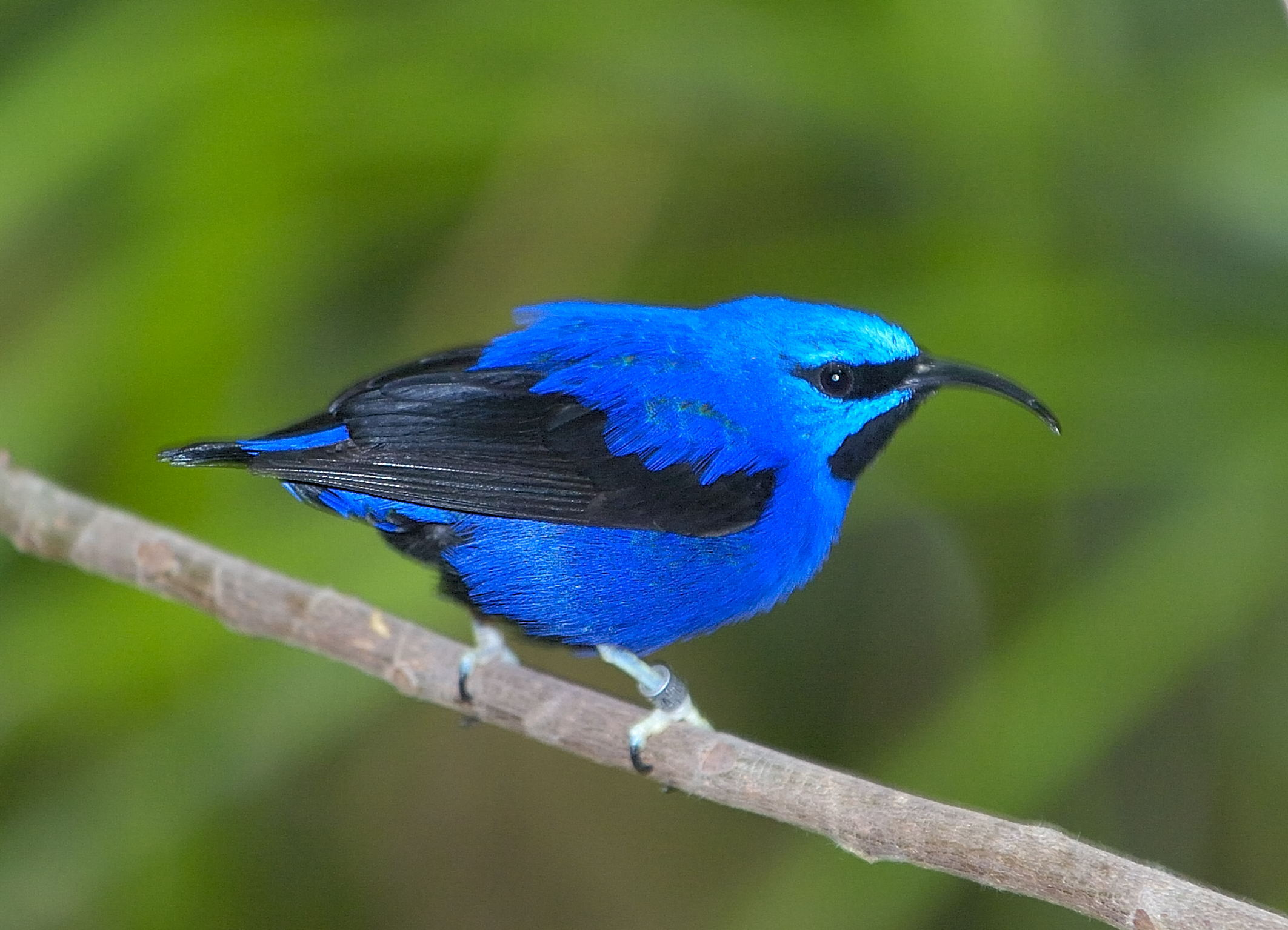